# Bob Windle
Robert George (Bob) Windle (Sydney, 7 november 1944) is een Australisch zwemmer.

## Biografie
Windle won tijdens de Olympische Zomerspelen van 1964 de gouden medaille op de 1500m vrije slag en de bronzen medaille op de 4x100m vrije slag. 
Windle haalde individueel in 1964 de olympische finale op de 200m vrije slag en won de zilveren medaille op de 4x200m vrije slag en wederom brons op de 4x100m vrije slag.

## Internationale toernooien
| Jaar | Olympische Spelen                                                                | Gemenebestspelen                                        |
| ---- | -------------------------------------------------------------------------------- | ------------------------------------------------------- |
| 1962 |                                                                                  | 440y vrije slag · 1650y vrije slag · 4x220y vrije slag  |
| 1964 | 9e 400m vrije slag · 1500m vrije slag · 4x100m vrije slag · 4e 4x200m vrije slag |                                                         |
| 1966 |                                                                                  | 440y vrije slag · 4x110y vrije slag · 4x220y vrije slag |
| 1968 | 11e 100m vrije slag · 6e 200m vrije slag · 4x100m vrije slag · 4x200m vrije slag |                                                         |

1908: Henry Taylor ·
1912: George Hodgson ·
1920: Norman Ross ·
1924: Boy Charlton ·
1928: Arne Borg ·
1932: Kusuo Kitamura ·
1936: Noboru Terada ·
1948: James McLane ·
1952: Ford Konno ·
1956: Murray Rose ·
1960: John Konrads ·
1964: Bob Windle ·
1968: Mike Burton ·
1972: Mike Burton ·
1976: Brian Goodell ·
1980: Vladimir Salnikov ·
1984: Mike O'Brien ·
1988: Vladimir Salnikov ·
1992: Kieren Perkins ·
1996: Kieren Perkins ·
2000: Grant Hackett ·
2004: Grant Hackett ·
2008: Oussama Mellouli ·
2012: Sun Yang ·
2016: Gregorio Paltrinieri  ·
2020: Bobby Finke